# Овезова, Эне Меликкулиевна
Эне Меликкулиевна Овезова (род. 19 июля 1934) — передовик советской текстильной промышленности, ткачиха Ашхабадской прядильно-ткацкой фабрики имени Дзержинского Совнархоза Туркменской ССР, Герой Социалистического Труда (1960).

## Биография
Родилась в 1934 году в городе Ашхабаде в многодетной туркменской семье.
В 1949 году, окончив обучение в школе, поступила на работу ученицей на Ашхабадскую прядильно-ткацкую фабрику. Ещё школьницей она ходила на это предприятие и носила родителям, которые трудились здесь, обед. После сокрушительного землетрясения в ночь на 6 октября 1948 года, помогала восстанавливать фабрику.
В самом начале трудового пути Эне обслуживала только один станок, однако позже она работала одновременно и на 16 и на 32. Каждую смену вырабатывала 2,5 тысячи метров ткани. С 1958 года член КПСС.
Указом Президиума Верховного Совета СССР от 28 мая 1960 года за получение высоких результатов в работе и за выдающиеся заслуги по развитию текстильной промышленности Эне Меликкулиевне Овезовой было присвоено звание Героя Социалистического Труда с вручением ордена Ленина и медали «Серп и Молот».
В 1980 году была назначена председателем профкома фабрики, а в 1986 году стала работать мастером производственного обучения. На заслуженный отдых вышла в 2002 году.
Избиралась депутатом Верховного Совета Туркменской ССР 6-го 7-го и 10-го созывов. Член Центрального комитета Компартии Туркменистана (1976—1980).
Проживает в городе Ашхабаде.

## Награды
За трудовые успехи была удостоена:
- золотая звезда «Серп и Молот» (28.05.1960)
- орден Ленина (28.05.1960)
- Медаль «Гайрат»
- Медаль «За любовь к Отечеству» (Туркмения)
- другие медали.
- Почётный гражданин города Ашхабад.